# Csehország a 2018. évi téli olimpiai játékokon
Csehország a dél-koreai Phjongcshangban megrendezett 2018. évi téli olimpiai játékok egyik részt vevő nemzete volt. Az országot az olimpián 13 sportágban 93 sportoló képviselte, akik összesen 7 érmet szereztek.

## Érmesek
| Érem  | Versenyző         | Sportág        | Versenyszám                |
| ----- | ----------------- | -------------- | -------------------------- |
| Arany | Ester Ledecká     | Alpesisí       | Női szuperóriás-műlesiklás |
| Arany | Ester Ledecká     | Snowboard      | Női parallel giant slalom  |
| Ezüst | Michal Krčmář     | Biatlon        | Férfi 10 km sprint         |
| Ezüst | Martina Sáblíková | Gyorskorcsolya | Női 5000 m                 |
| Bronz | Veronika Vítková  | Biatlon        | Női 7,5 km sprint          |
| Bronz | Karolína Erbanová | Gyorskorcsolya | Női 500 m                  |
| Bronz | Eva Samková       | Snowboard      | Női snowboard cross        |

## Alpesisí
Férfi
| Versenyző      | Versenyszám            | 1. futam      | 1. futam      | 2. futam | 2. futam | Összesítés    | Összesítés    |
| Versenyző      | Versenyszám            | Idő           | Hely.         | Idő      | Hely.    | Idő           | Helyezés      |
| -------------- | ---------------------- | ------------- | ------------- | -------- | -------- | ------------- | ------------- |
| Ondřej Berndt  | Szuperóriás-műlesiklás |               |               |          |          | 1:28,30       | 35.           |
| Ondřej Berndt  | Óriás-műlesiklás       | nem ért célba | nem ért célba | kiesett  | kiesett  | kiesett       | kiesett       |
| Ondřej Berndt  | Műlesiklás             | nem ért célba | nem ért célba | kiesett  | kiesett  | kiesett       | kiesett       |
| Filip Forejtek | Lesiklás               |               |               |          |          | 1:44,79       | 38.           |
| Filip Forejtek | Szuperóriás-műlesiklás |               |               |          |          | 1:28,06       | 34.           |
| Filip Forejtek | Óriás-műlesiklás       | 1:12,91       | 36.           | 1:13,16  | 32.      | 2:26,07       | 31.           |
| Filip Forejtek | Műlesiklás             | nem ért célba | nem ért célba | kiesett  | kiesett  | kiesett       | kiesett       |
| Jan Hudec      | Lesiklás               |               |               |          |          | 1:46,42       | 45.           |
| Jan Hudec      | Szuperóriás-műlesiklás |               |               |          |          | nem ért célba | nem ért célba |
| Adam Kotzmann  | Óriás-műlesiklás       | nem ért célba | nem ért célba | kiesett  | kiesett  | kiesett       | kiesett       |
| Adam Kotzmann  | Műlesiklás             | nem ért célba | nem ért célba | kiesett  | kiesett  | kiesett       | kiesett       |
| Jan Zabystřan  | Lesiklás               |               |               |          |          | 1:46,60       | 46.           |
| Jan Zabystřan  | Szuperóriás-műlesiklás |               |               |          |          | 1:29,68       | 40.           |
| Jan Zabystřan  | Óriás-műlesiklás       | nem ért célba | nem ért célba | kiesett  | kiesett  | kiesett       | kiesett       |
| Jan Zabystřan  | Műlesiklás             | nem ért célba | nem ért célba | kiesett  | kiesett  | kiesett       | kiesett       |

| Versenyző      | Versenyszám | Lesiklás | Lesiklás | Műlesiklás    | Műlesiklás    | Összesítés | Összesítés |
| Versenyző      | Versenyszám | Idő      | Hely.    | Idő           | Hely.         | Idő        | Helyezés   |
| -------------- | ----------- | -------- | -------- | ------------- | ------------- | ---------- | ---------- |
| Ondřej Berndt  | Összetett   | 1:21,81  | 34.      | 48,10         | 10.           | 2:09,91    | 16.        |
| Filip Forejtek | Összetett   | 1:22,56  | 45.      | nem ért célba | nem ért célba | kiesett    | kiesett    |
| Jan Zabystřan  | Összetett   | 1:23,65  | 54.      | nem ért célba | nem ért célba | kiesett    | kiesett    |

Női
| Versenyző           | Versenyszám            | 1. futam      | 1. futam      | 2. futam      | 2. futam      | Összesítés | Összesítés |
| Versenyző           | Versenyszám            | Idő           | Hely.         | Idő           | Hely.         | Idő        | Helyezés   |
| ------------------- | ---------------------- | ------------- | ------------- | ------------- | ------------- | ---------- | ---------- |
| Gabriela Capová     | Óriás-műlesiklás       | 1:15,80       | 34.           | 1:11,62       | 27.           | 2:27,42    | 29.        |
| Gabriela Capová     | Műlesiklás             | 52,96         | 33.           | nem ért célba | nem ért célba | kiesett    | kiesett    |
| Martina Dubovská    | Óriás-műlesiklás       | nem ért célba | nem ért célba | kiesett       | kiesett       | kiesett    | kiesett    |
| Martina Dubovská    | Műlesiklás             | 52,90         | 32.           | 51,87         | 29.           | 1:44,77    | 29.        |
| Ester Ledecká       | Szuperóriás-műlesiklás |               |               |               |               | 1:21,11    |            |
| Ester Ledecká       | Óriás-műlesiklás       | 1:14,62       | 29.           | 1:10,07       | 16.           | 2:24,69    | 23.        |
| Kateřina Pauláthová | Lesiklás               |               |               |               |               | 1:44,69    | 26.        |
| Kateřina Pauláthová | Szuperóriás-műlesiklás |               |               |               |               | 1:24,48    | 33.        |
| Kateřina Pauláthová | Óriás-műlesiklás       | nem ért célba | nem ért célba | kiesett       | kiesett       | kiesett    | kiesett    |

| Versenyző           | Versenyszám | Lesiklás | Lesiklás | Műlesiklás | Műlesiklás | Összesítés | Összesítés |
| Versenyző           | Versenyszám | Idő      | Hely.    | Idő        | Hely.      | Idő        | Helyezés   |
| ------------------- | ----------- | -------- | -------- | ---------- | ---------- | ---------- | ---------- |
| Kateřina Pauláthová | Összetett   | 1:44,83  | 20.      | 44,26      | 17.        | 2:29,09    | 17.        |

Vegyes
| Versenyző                                                     | Versenyszám | Nyolcaddöntő              | Negyeddöntő       | Elődöntő          | Döntő             | Helyezés |
| Versenyző                                                     | Versenyszám | Ellenfél Eredmény         | Ellenfél Eredmény | Ellenfél Eredmény | Ellenfél Eredmény | Helyezés |
| ------------------------------------------------------------- | ----------- | ------------------------- | ----------------- | ----------------- | ----------------- | -------- |
| Ondřej Berndt Filip Forejtek Gabriela Capová Martina Dubovská | Vegyes      | Olaszország (ITA) · V 1–3 | kiesett           | kiesett           | kiesett           | 9.       |

## Biatlon
Férfi
| Versenyző                                                    | Versenyszám            | Időeredmény | Lövőhiba    | Helyezés |
| ------------------------------------------------------------ | ---------------------- | ----------- | ----------- | -------- |
| Michal Krčmář                                                | 10 km sprint           | 23:43,2     | 0 (0+0)     |          |
| Michal Krčmář                                                | 12,5 km üldözőverseny  | 36:41,6     | 7 (2+0+3+2) | 30.      |
| Michal Krčmář                                                | 20 km egyéni indításos | 49:19,3     | 1 (0+1+0+0) | 7.       |
| Michal Krčmář                                                | 15 km tömegrajtos      | 38:09,9     | 5 (1+1+1+2) | 26.      |
| Ondřej Moravec                                               | 10 km sprint           | 24:46,7     | 1 (1+0)     | 29.      |
| Ondřej Moravec                                               | 12,5 km üldözőverseny  | 38:45,9     | 8 (1+2+2+3) | 51.      |
| Ondřej Moravec                                               | 20 km egyéni indításos | 49:56,9     | 1 (0+0+0+1) | 12.      |
| Ondřej Moravec                                               | 15 km tömegrajtos      | 36:23,6     | 1 (0+0+0+1) | 11.      |
| Michal Šlesingr                                              | 10 km sprint           | 26:06,0     | 4 (0+4)     | 69.      |
| Michal Šlesingr                                              | 20 km egyéni indításos | 52:35,5     | 4 (0+3+0+1) | 45.      |
| Adam Václavík                                                | 10 km sprint           | 26:15,4     | 4 (2+2)     | 73.      |
| Adam Václavík                                                | 20 km egyéni indításos | 54:31,7     | 6 (0+4+1+1) | 67.      |
| Michal Krčmář Ondřej Moravec Michal Šlesingr Jaroslav Soukup | 4 × 7,5 km váltó       | 1:19:23,6   | 15 (2+13)   | 7.       |

Női
| Versenyző                                                          | Versenyszám            | Időeredmény | Lövőhiba    | Helyezés |
| ------------------------------------------------------------------ | ---------------------- | ----------- | ----------- | -------- |
| Markéta Davidová                                                   | 7,5 km sprint          | 22:03,3     | 1 (1+0)     | 15.      |
| Markéta Davidová                                                   | 10 km üldözőverseny    | 33:29,8     | 6 (1+2+1+2) | 25.      |
| Markéta Davidová                                                   | 15 km egyéni indításos | 47:06,7     | 5 (1+1+0+3) | 57.      |
| Markéta Davidová                                                   | 12,5 km tömegrajtos    | 37:23,8     | 3 (0+1+1+1) | 18.      |
| Jessica Jislová                                                    | 7,5 km sprint          | 22:29,1     | 1 (1+0)     | 23.      |
| Jessica Jislová                                                    | 10 km üldözőverseny    | 33:24,3     | 3 (0+1+1+1) | 23.      |
| Jessica Jislová                                                    | 15 km egyéni indításos | 49:00,6     | 5 (1+1+0+3) | 72.      |
| Eva Puskarčíková                                                   | 7,5 km sprint          | 23:19,8     | 3 (2+1)     | 43.      |
| Eva Puskarčíková                                                   | 10 km üldözőverseny    | 33:53,8     | 3 (2+1+0+0) | 32.      |
| Eva Puskarčíková                                                   | 15 km egyéni indításos | 46:22,0     | 3 (1+0+2+0) | 44.      |
| Veronika Vítková                                                   | 7,5 km sprint          | 21:32,0     | 1 (0+1)     |          |
| Veronika Vítková                                                   | 10 km üldözőverseny    | 32:12,6     | 3 (0+1+0+2) | 7.       |
| Veronika Vítková                                                   | 15 km egyéni indításos | 44:31,5     | 3 (1+1+1+0) | 18.      |
| Veronika Vítková                                                   | 12,5 km tömegrajtos    | 36:57,8     | 1 (0+0+0+1) | 14.      |
| Markéta Davidová Jessica Jislová Eva Puskarčíková Veronika Vítková | 4 × 6 km váltó         | 1:13:59,7   | 4 (0+4)     | 12.      |

Vegyes
| Versenyző                                                      | Versenyszám  | Időeredmény | Lövőhiba | Helyezés |
| -------------------------------------------------------------- | ------------ | ----------- | -------- | -------- |
| Michal Krčmář Ondřej Moravec Markéta Davidová Veronika Vítková | Vegyes váltó | 1:10:13,6   | 8 (5+3)  | 8.       |

## Bob
Férfi
| Versenyző                                                 | Versenyszám | 1. futam | 1. futam | 2. futam | 2. futam | 3. futam | 3. futam | 4. futam | 4. futam | Összesítés | Összesítés |
| Versenyző                                                 | Versenyszám | Idő      | Hely.    | Idő      | Hely.    | Idő      | Hely.    | Idő      | Hely.    | Idő        | Helyezés   |
| --------------------------------------------------------- | ----------- | -------- | -------- | -------- | -------- | -------- | -------- | -------- | -------- | ---------- | ---------- |
| Jakub Havlín Jan Vrba*                                    | Kettes      | 49,93    | 23.      | 50,07    | 21.      | 49,86    | 21.      | kiesett  | kiesett  | 2:29,86    | 23.        |
| Dominik Dvořák* Jakub Nosek                               | Kettes      | 49,70    | 15.      | 49,63    | 14.      | 49,67    | 18.      | 49,86    | 29.      | 3:18,86    | 17.        |
| David Egydy Jan Stokláska Dominik Suchý Jan Vrba*         | Négyes      | 49,73    | =23.     | 49,81    | 21.      | 50,05    | =25.     | kiesett  | kiesett  | 2:29,59    | 24.        |
| Dominik Dvořák* Jaroslav Kopřiva Jakub Nosek Jan Šindelář | Négyes      | 49,07    | 11.      | 49,97    | 26.      | 50,05    | =25.     | kiesett  | kiesett  | 2:29,09    | 21.        |

* – a bob vezetője

## Északi összetett
| Versenyző                                              | Versenyszám        | Síugrás  | Síugrás  | Síugrás  | Síugrás    | Sífutás    | Összesítés | Összesítés |
| Versenyző                                              | Versenyszám        | Táv      | Pont     | Hely.    | Időhátrány | Idő        | Idő        | Helyezés   |
| ------------------------------------------------------ | ------------------ | -------- | -------- | -------- | ---------- | ---------- | ---------- | ---------- |
| Lukáš Daněk                                            | Normálsánc + 10 km | kizárták | kizárták | kizárták | nem indult | nem indult | kiesett    | kiesett    |
| Lukáš Daněk                                            | Nagysánc + 10 km   | 114,0    | 78,7     | 44.      | +4:01      | 26:36,1    | 30:37,1    | 46.        |
| Miroslav Dvořák                                        | Normálsánc + 10 km | 95,5     | 89,3     | 28.      | +2:43      | 24:40,4    | 27:23,4    | 21.        |
| Miroslav Dvořák                                        | Nagysánc + 10 km   | 119,5    | 99,9     | 29.      | +2:36      | 24:23,3    | 26:59,3    | 26.        |
| Ondřej Pažout                                          | Normálsánc + 10 km | 97,5     | 95,8     | 22.      | +2:19      | 25:46,8    | 28:05,8    | 34.        |
| Ondřej Pažout                                          | Nagysánc + 10 km   | 124,5    | 105,2    | 26.      | +2:15      | 25:32,4    | 27:47,4    | 37.        |
| Tomáš Portyk                                           | Normálsánc + 10 km | 89,5     | 89,3     | 29.      | +2:45      | 24:46,4    | 27:31,4    | 24.        |
| Tomáš Portyk                                           | Nagysánc + 10 km   | 120,5    | 111,5    | 18.      | +1:50      | 24:04,9    | 25:54,9    | 19.        |
| Lukáš Daněk Miroslav Dvořák Ondřej Pažout Tomáš Portyk | Csapat             | 494,0    | 382,2    | 6.       | +1:56      | 48:11,1    | 50:07,1    | 7.         |

## Gyorskorcsolya
Női
| Versenyző         | Versenyszám | Eredmény | Helyezés |
| ----------------- | ----------- | -------- | -------- |
| Karolína Erbanová | 500 m       | 37,34    |          |
| Karolína Erbanová | 1000 m      | 1:14,95  | 7.       |
| Martina Sáblíková | 3000 m      | 4:00,54  | 4.       |
| Martina Sáblíková | 5000 m      | 6:51,85  |          |
| Nikola Zdráhalová |             |          |          |
| 1000 m            | 1:16,43     | 19.      |          |
| 1500 m            | 1:58,03     | 11.      |          |
| 3000 m            | 4:11,36     | 15.      |          |

Tömegrajtos
| Versenyző         | Versenyszám | Elődöntő | Elődöntő | Elődöntő | Döntő | Döntő   | Döntő    |
| Versenyző         | Versenyszám | Pont     | Idő      | Hely.    | Pont  | Idő     | Helyezés |
| ----------------- | ----------- | -------- | -------- | -------- | ----- | ------- | -------- |
| Nikola Zdráhalová | Női         | 60       | 8:32,22  | 1.       | 1     | 8:41,35 | 8.       |

## Jégkorong

### Férfi
| Cseh nemzeti férfi jégkorongcsapat-játékoskeret | Cseh nemzeti férfi jégkorongcsapat-játékoskeret | Cseh nemzeti férfi jégkorongcsapat-játékoskeret | Cseh nemzeti férfi jégkorongcsapat-játékoskeret | Cseh nemzeti férfi jégkorongcsapat-játékoskeret | Cseh nemzeti férfi jégkorongcsapat-játékoskeret | Cseh nemzeti férfi jégkorongcsapat-játékoskeret | Cseh nemzeti férfi jégkorongcsapat-játékoskeret |
| #                                               | Poszt                                           | Név                                             | Magasság                                        | Súly                                            | Születési idő                                   | Születési hely                                  | Klub 2017–18-ban                                |
| ----------------------------------------------- | ----------------------------------------------- | ----------------------------------------------- | ----------------------------------------------- | ----------------------------------------------- | ----------------------------------------------- | ----------------------------------------------- | ----------------------------------------------- |
| 10                                              | F                                               | Roman Červenka                                  | 1,82 m (6 ft 0 in)                              | 89 kg (196 lb)                                  | 1985. december 10.                              | Prága, Csehszlovákia                            | HC Fribourg-Gottéron (NL)                       |
| 16                                              | F                                               | Michal Birner                                   | 1,83 m (6 ft 0 in)                              | 83 kg (183 lb)                                  | 1986. március 2.                                | Litoměřice, Csehszlovákia                       | HC Fribourg-Gottéron (NL)                       |
| 18                                              | F                                               | Dominik Kubalík                                 | 1,87 m (6 ft 2 in)                              | 86 kg (190 lb)                                  | 1995. augusztus 21.                             | Plzeň                                           | HC Ambrì-Piotta (NL)                            |
| 23                                              | D                                               | Ondřej Němec                                    | 1,82 m (6 ft 0 in)                              | 93 kg (205 lb)                                  | 1984. április 18.                               | Třebíč, Csehszlovákia                           | HC Kometa Brno (ELH)                            |
| 27                                              | F                                               | Martin Růžička                                  | 1,81 m (5 ft 11 in)                             | 81 kg (179 lb)                                  | 1985. december 15.                              | Beroun, Csehszlovákia                           | HC Oceláři Třinec (ELH)                         |
| 29                                              | D                                               | Jan Kolář – A                                   | 1,90 m (6 ft 3 in)                              | 92 kg (203 lb)                                  | 1986. november 22.                              | Pardubice, Csehszlovákia                        | Amur Khabarovsk (KHL)                           |
| 32                                              | G                                               | Patrik Bartošák                                 | 1,85 m (6 ft 1 in)                              | 88 kg (194 lb)                                  | 1993. március 29.                               | Kopřivnice                                      | HC Vítkovice (ELH)                              |
| 33                                              | G                                               | Pavel Francouz                                  | 1,82 m (6 ft 0 in)                              | 81 kg (179 lb)                                  | 1990. június 3.                                 | Plzeň, Csehszlovákia                            | Traktor Chelyabinsk (KHL)                       |
| 38                                              | G                                               | Dominik Furch                                   | 1,88 m (6 ft 2 in)                              | 91 kg (201 lb)                                  | 1990. április 19.                               | Prága, Csehszlovákia                            | Avangard Omsk (KHL)                             |
| 42                                              | F                                               | Petr Koukal                                     | 1,77 m (5 ft 10 in)                             | 83 kg (183 lb)                                  | 1982. augusztus 16.                             | Žďár nad Sázavou, Csehszlovákia                 | Mountfield HK (ELH)                             |
| 43                                              | F                                               | Jan Kovář – A                                   | 1,81 m (5 ft 11 in)                             | 98 kg (216 lb)                                  | 1990. március 20.                               | Písek, Csehszlovákia                            | Metallurg Magnitogorsk (KHL)                    |
| 47                                              | D                                               | Michal Jordán                                   | 1,85 m (6 ft 1 in)                              | 88 kg (194 lb)                                  | 1990. július 17.                                | Zlín, Csehszlovákia                             | Amur Khabarovsk (KHL)                           |
| 51                                              | F                                               | Roman Horák                                     | 1,82 m (6 ft 0 in)                              | 74 kg (163 lb)                                  | 1991. május 21.                                 | České Budějovice, Csehszlovákia                 | HC Vityaz (KHL)                                 |
| 61                                              | D                                               | Adam Polášek                                    | 1,90 m (6 ft 3 in)                              | 94 kg (207 lb)                                  | 1991. július 12.                                | Ostrava, Csehszlovákia                          | HC Sochi (KHL)                                  |
| 62                                              | F                                               | Michal Řepík                                    | 1,79 m (5 ft 10 in)                             | 87 kg (192 lb)                                  | 1988. december 31.                              | Vlašim, Csehszlovákia                           | HC Sparta Praha (ELH)                           |
| 64                                              | F                                               | Jiří Sekáč                                      | 1,87 m (6 ft 2 in)                              | 84 kg (185 lb)                                  | 1992. június 10.                                | Kladno, Csehszlovákia                           | Ak Bars Kazan (KHL)                             |
| 65                                              | D                                               | Vojtěch Mozík                                   | 1,89 m (6 ft 2 in)                              | 91 kg (201 lb)                                  | 1992. december 26.                              | Prága, Csehszlovákia                            | HC Vityaz (KHL)                                 |
| 69                                              | F                                               | Lukáš Radil                                     | 1,91 m (6 ft 3 in)                              | 91 kg (201 lb)                                  | 1990. augusztus 5.                              | Čáslav, Csehszlovákia                           | HC Spartak Moscow (KHL)                         |
| 74                                              | D                                               | Ondřej Vitásek                                  | 1,93 m (6 ft 4 in)                              | 103 kg (227 lb)                                 | 1990. szeptember 4.                             | Prostějov, Csehszlovákia                        | HC Yugra (KHL)                                  |
| 79                                              | F                                               | Tomáš Zohorna                                   | 1,85 m (6 ft 1 in)                              | 95 kg (209 lb)                                  | 1988. január 3.                                 | Chotěboř, Csehszlovákia                         | Amur Khabarovsk (KHL)                           |
| 82                                              | F                                               | Michal Vondrka                                  | 1,85 m (6 ft 1 in)                              | 90 kg (200 lb)                                  | 1982. május 17.                                 | České Budějovice, Csehszlovákia                 | Piráti Chomutov (ELH)                           |
| 84                                              | D                                               | Tomáš Kundrátek                                 | 1,88 m (6 ft 2 in)                              | 94 kg (207 lb)                                  | 1989. december 26.                              | Přerov, Csehszlovákia                           | Torpedo Nizhny Novgorod (KHL)                   |
| 86                                              | F                                               | Tomáš Mertl                                     | 1,75 m (5 ft 9 in)                              | 82 kg (181 lb)                                  | 1986. március 11.                               | České Budějovice, Csehszlovákia                 | HC Plzeň (ELH)                                  |
| 87                                              | D                                               | Jakub Nakládal                                  | 1,87 m (6 ft 2 in)                              | 90 kg (200 lb)                                  | 1987. december 30.                              | Pardubice, Csehszlovákia                        | Lokomotyiv Jaroszlavl (KHL)                     |
| 91                                              | F                                               | Martin Erat – C                                 | 1,79 m (5 ft 10 in)                             | 90 kg (200 lb)                                  | 1981. augusztus 29.                             | Třebíč, Csehszlovákia                           | HC Kometa Brno (ELH)                            |

Csoportkör
| Hely. | Csapat     | M | Gy | HGy | HV | V | G+ | G– | Gk  | P | Továbbjutás                       |
| ----- | ---------- | - | -- | --- | -- | - | -- | -- | --- | - | --------------------------------- |
| 1.    | Csehország | 3 | 2  | 1   | 0  | 0 | 9  | 4  | +5  | 8 | Továbbjutott a negyeddöntőbe      |
| 2.    | Kanada     | 3 | 2  | 0   | 1  | 0 | 11 | 4  | +7  | 7 | Továbbjutott a negyeddöntőbe      |
| 3.    | Svájc      | 3 | 1  | 0   | 0  | 2 | 10 | 9  | +1  | 3 | A negyeddöntőbe jutásért játszott |
| 4.    | Dél-Korea  | 3 | 0  | 0   | 0  | 3 | 1  | 14 | −13 | 0 | A negyeddöntőbe jutásért játszott |

| 2018. február 15. 21:10 (13:10) | Csehország (CZE) | 2–1 (2–1, 0–0, 0–0) | Dél-Korea (KOR) | Gangneung Hockey Center, Phjongcshang Nézőszám: 6025 |

| Jegyzőkönyv | Jegyzőkönyv    | Jegyzőkönyv                   | Jegyzőkönyv | Jegyzőkönyv                                                                         |
| --- | -------------- | ----------------------------- | ----------- | ----------------------------------------------------------------------------------- |
| | Pavel Francouz | Kapusok                       | Matt Dalton | Játékvezetők: Mark Lemelin Linus Öhlund Vonalbírók: Henrik Pihlblad Sakari Suominen |
| \| \| 0–1 \| 07:34 – Cho (Radunske, Swift) \| \| Kovář (Řepík, Sekáč) (PP) – 11:59 \| 1–1 \| \| \| Řepík (Birner, Francouz) (SH) – 16:18 \| 2–1 \| \| |                |                               |             | Játékvezetők: Mark Lemelin Linus Öhlund Vonalbírók: Henrik Pihlblad Sakari Suominen |
| 8 perc | Büntetések     | 6 perc                        |             | Játékvezetők: Mark Lemelin Linus Öhlund Vonalbírók: Henrik Pihlblad Sakari Suominen |
| 40 | Lövések        | 18                            |             | Játékvezetők: Mark Lemelin Linus Öhlund Vonalbírók: Henrik Pihlblad Sakari Suominen |
| | 0–1            | 07:34 – Cho (Radunske, Swift) |             | Játékvezetők: Mark Lemelin Linus Öhlund Vonalbírók: Henrik Pihlblad Sakari Suominen |
| Kovář (Řepík, Sekáč) (PP) – 11:59 | 1–1            |                               |             | Játékvezetők: Mark Lemelin Linus Öhlund Vonalbírók: Henrik Pihlblad Sakari Suominen |
| Řepík (Birner, Francouz) (SH) – 16:18 | 2–1            |                               |             | Játékvezetők: Mark Lemelin Linus Öhlund Vonalbírók: Henrik Pihlblad Sakari Suominen |

| 2018. február 17. 12:10 (4:10) | Kanada (CAN) | 2–3 (sz.) (2–1, 0–1, 0–0) (h.u.:: 0–0) (sz.: 0–1) | Csehország (CZE) | Gangneung Hockey Center, Phjongcshang Nézőszám: 6731 |

| Jegyzőkönyv | Jegyzőkönyv  | Jegyzőkönyv                    | Jegyzőkönyv    | Jegyzőkönyv                                                                     |
| --- | ------------ | ------------------------------ | -------------- | ------------------------------------------------------------------------------- |
| | Ben Scrivens | Kapusok                        | Pavel Francouz | Játékvezetők: Roman Gofman Anssi Salonen Vonalbírók: Gleb Lazarov Judson Ritter |
| \| Raymond (Vey, Gragnani) (PP) – 01:13 \| 1–0 \| \| \| \| 1–1 \| 06:52 – Kubalík \| \| Bourque (Noreau, Brulé) (PP) – 13:30 \| 2–1 \| \| \| \| 2–2 \| 20:25 – Jordán (Birner, Horák) \| |              |                                |                | Játékvezetők: Roman Gofman Anssi Salonen Vonalbírók: Gleb Lazarov Judson Ritter |
| Lapierre Wolski Roy Bourque Noreau | Szétlövés    | Růžička Koukal Kovář Červenka  |                | Játékvezetők: Roman Gofman Anssi Salonen Vonalbírók: Gleb Lazarov Judson Ritter |
| 6 perc | Büntetések   | 10 perc                        |                | Játékvezetők: Roman Gofman Anssi Salonen Vonalbírók: Gleb Lazarov Judson Ritter |
| 33 | Lövések      | 21                             |                | Játékvezetők: Roman Gofman Anssi Salonen Vonalbírók: Gleb Lazarov Judson Ritter |
| Raymond (Vey, Gragnani) (PP) – 01:13 | 1–0          |                                |                | Játékvezetők: Roman Gofman Anssi Salonen Vonalbírók: Gleb Lazarov Judson Ritter |
| | 1–1          | 06:52 – Kubalík                |                | Játékvezetők: Roman Gofman Anssi Salonen Vonalbírók: Gleb Lazarov Judson Ritter |
| Bourque (Noreau, Brulé) (PP) – 13:30 | 2–1          |                                |                |                                                                                 |
| | 2–2          | 20:25 – Jordán (Birner, Horák) |                |                                                                                 |

| 2018. február 18. 16:40 (8:40) | Csehország (CZE) | 4–1 (1–1, 0–0, 3–0) | Svájc (SUI) | Gangneung Hockey Center, Phjongcshang Nézőszám: 6137 |

| Jegyzőkönyv | Jegyzőkönyv    | Jegyzőkönyv                       | Jegyzőkönyv  | Jegyzőkönyv                                                                              |
| --- | -------------- | --------------------------------- | ------------ | ---------------------------------------------------------------------------------------- |
| | Pavel Francouz | Kapusok                           | Jonas Hiller | Játékvezetők: Brett Iverson Konstantin Olenin Vonalbírók: Judson Ritter Nathan Vanoosten |
| \| Řepík (Erat, Horák) (PP) – 07:09 \| 1–0 \| \| \| \| 1–1 \| 14:47 – Rüfenacht (Ambühl, Suter) \| \| Kubalík (Kovář, Kolář) – 43:02 \| 2–1 \| \| \| Červenka (Kolář) (ENG) – 58:40 \| 3–1 \| \| \| Řepík (Birner, Nakládal) (ENG) – 59:11 \| 4–1 \| \| |                |                                   |              | Játékvezetők: Brett Iverson Konstantin Olenin Vonalbírók: Judson Ritter Nathan Vanoosten |
| 10 perc | Büntetések     | 2 perc                            |              | Játékvezetők: Brett Iverson Konstantin Olenin Vonalbírók: Judson Ritter Nathan Vanoosten |
| 28 | Lövések        | 29                                |              | Játékvezetők: Brett Iverson Konstantin Olenin Vonalbírók: Judson Ritter Nathan Vanoosten |
| Řepík (Erat, Horák) (PP) – 07:09 | 1–0            |                                   |              | Játékvezetők: Brett Iverson Konstantin Olenin Vonalbírók: Judson Ritter Nathan Vanoosten |
| | 1–1            | 14:47 – Rüfenacht (Ambühl, Suter) |              | Játékvezetők: Brett Iverson Konstantin Olenin Vonalbírók: Judson Ritter Nathan Vanoosten |
| Kubalík (Kovář, Kolář) – 43:02 | 2–1            |                                   |              | Játékvezetők: Brett Iverson Konstantin Olenin Vonalbírók: Judson Ritter Nathan Vanoosten |
| Červenka (Kolář) (ENG) – 58:40 | 3–1            |                                   |              |                                                                                          |
| Řepík (Birner, Nakládal) (ENG) – 59:11 | 4–1            |                                   |              |                                                                                          |

Negyeddöntő
| 2018. február 21. 12:10 (4:10) | Csehország (CZE) | 3–2 (sz.) (1–1, 1–1, 0–0) (h.u.: 0–0) (sz.: 1–0) | Egyesült Államok (USA) | Gangneung Hockey Center, Phjongcshang Nézőszám: 2948 |

| Jegyzőkönyv | Jegyzőkönyv    | Jegyzőkönyv                           | Jegyzőkönyv   | Jegyzőkönyv                                                                      |
| --- | -------------- | ------------------------------------- | ------------- | -------------------------------------------------------------------------------- |
| | Pavel Francouz | Kapusok                               | Ryan Zapolski | Játékvezetők: Oliver Gouin Linus Öhlund Vonalbírók: Roman Kaderli Hannu Sormunen |
| \| \| 0–1 \| 06:20 – Donato (Terry) \| \| Kolář (Kovář) – 15:12 \| 1–1 \| \| \| Kundrátek (Růžička, Mozík) – 28:14 \| 2–1 \| \| \| \| 2–2 \| 30:23 – Slater (O'Neill) (SH) \| |                |                                       |               | Játékvezetők: Oliver Gouin Linus Öhlund Vonalbírók: Roman Kaderli Hannu Sormunen |
| Růžička Koukal Kovář Kubalík Kundrátek | Szétlövés      | Bourque Donato Arcobello Terry Butler |               | Játékvezetők: Oliver Gouin Linus Öhlund Vonalbírók: Roman Kaderli Hannu Sormunen |
| 10 perc | Büntetések     | 8 perc                                |               | Játékvezetők: Oliver Gouin Linus Öhlund Vonalbírók: Roman Kaderli Hannu Sormunen |
| 29 | Lövések        | 20                                    |               | Játékvezetők: Oliver Gouin Linus Öhlund Vonalbírók: Roman Kaderli Hannu Sormunen |
| | 0–1            | 06:20 – Donato (Terry)                |               | Játékvezetők: Oliver Gouin Linus Öhlund Vonalbírók: Roman Kaderli Hannu Sormunen |
| Kolář (Kovář) – 15:12 | 1–1            |                                       |               | Játékvezetők: Oliver Gouin Linus Öhlund Vonalbírók: Roman Kaderli Hannu Sormunen |
| Kundrátek (Růžička, Mozík) – 28:14 | 2–1            |                                       |               |                                                                                  |
| | 2–2            | 30:23 – Slater (O'Neill) (SH)         |               |                                                                                  |

Elődöntő
| 2018. február 23. 16:40 (8:40) | Csehország (CZE) | 0–3 (0–0, 0–2, 0–1) | Olimpikonok Oroszországból (OAR) | Gangneung Hockey Center, Phjongcshang Nézőszám: 4330 |

| Jegyzőkönyv | Jegyzőkönyv    | Jegyzőkönyv                             | Jegyzőkönyv       | Jegyzőkönyv                                                                       |
| --- | -------------- | --------------------------------------- | ----------------- | --------------------------------------------------------------------------------- |
| | Pavel Francouz | Kapusok                                 | Vasily Koshechkin | Játékvezetők: Brett Iverson Mark Lemelin Vonalbírók: Jimmy Dahmen Sakari Suominen |
| \| \| 0–1 \| 27:47 – Guszev (Dacjuk) \| \| \| 0–2 \| 28:14 – Gavrikov (Tyelegin, Grigorenko) \| \| \| 0–3 \| 59:39 – Kovalcsuk (Zub, Zubarev) (ENG) \| |                |                                         |                   | Játékvezetők: Brett Iverson Mark Lemelin Vonalbírók: Jimmy Dahmen Sakari Suominen |
| 6 perc | Büntetések     | 10 perc                                 |                   | Játékvezetők: Brett Iverson Mark Lemelin Vonalbírók: Jimmy Dahmen Sakari Suominen |
| 31 | Lövések        | 22                                      |                   | Játékvezetők: Brett Iverson Mark Lemelin Vonalbírók: Jimmy Dahmen Sakari Suominen |
| | 0–1            | 27:47 – Guszev (Dacjuk)                 |                   | Játékvezetők: Brett Iverson Mark Lemelin Vonalbírók: Jimmy Dahmen Sakari Suominen |
| | 0–2            | 28:14 – Gavrikov (Tyelegin, Grigorenko) |                   | Játékvezetők: Brett Iverson Mark Lemelin Vonalbírók: Jimmy Dahmen Sakari Suominen |
| | 0–3            | 59:39 – Kovalcsuk (Zub, Zubarev) (ENG)  |                   | Játékvezetők: Brett Iverson Mark Lemelin Vonalbírók: Jimmy Dahmen Sakari Suominen |

Bronzmérkőzés
| 2018. február 24. 21:10 (13:10) | Csehország (CZE) | 4–6 (1–3, 0–0, 3–3) | Kanada (CAN) | Gangneung Hockey Center, Phjongcshang Nézőszám: 4807 |

| Jegyzőkönyv | Jegyzőkönyv    | Jegyzőkönyv                              | Jegyzőkönyv  | Jegyzőkönyv                                                                                  |
| --- | -------------- | ---------------------------------------- | ------------ | -------------------------------------------------------------------------------------------- |
| | Pavel Francouz | Kapusok                                  | Kevin Poulin | Játékvezetők: Timothy Mayer Konstantin Olenin Vonalbírók: Fraser McIntyre Alexander Otmakhov |
| \| \| 0–1 \| 08:57 – Ebbett (Robinson, Gragnani) (PP) \| \| Růžička (Červenka) – 09:13 \| 1–1 \| \| \| \| 1–2 \| 09:28 – Kelly (Goloubef, Klinkhammer) \| \| \| 1–3 \| 15:57 – Roy (Kozun, Bourque) \| \| \| 1–4 \| 45:50 – Ebbett (Kozun, Goloubef) \| \| Kovář (Horák, Řepík) (EA) – 46:36 \| 2–4 \| \| \| \| 2–5 \| 49:37 – Kelly (Klinkhammer) \| \| \| 2–6 \| 55:23 – Wolski (Howden) \| \| Červenka (Nakládal, Mertl) – 56:26 \| 3–6 \| \| \| Červenka (Horák, Mozík) (PP, EA) – 57:55 \| 4–6 \| \| |                |                                          |              | Játékvezetők: Timothy Mayer Konstantin Olenin Vonalbírók: Fraser McIntyre Alexander Otmakhov |
| 4 perc | Büntetések     | 6 perc                                   |              | Játékvezetők: Timothy Mayer Konstantin Olenin Vonalbírók: Fraser McIntyre Alexander Otmakhov |
| 34 | Lövések        | 26                                       |              | Játékvezetők: Timothy Mayer Konstantin Olenin Vonalbírók: Fraser McIntyre Alexander Otmakhov |
| | 0–1            | 08:57 – Ebbett (Robinson, Gragnani) (PP) |              | Játékvezetők: Timothy Mayer Konstantin Olenin Vonalbírók: Fraser McIntyre Alexander Otmakhov |
| Růžička (Červenka) – 09:13 | 1–1            |                                          |              | Játékvezetők: Timothy Mayer Konstantin Olenin Vonalbírók: Fraser McIntyre Alexander Otmakhov |
| | 1–2            | 09:28 – Kelly (Goloubef, Klinkhammer)    |              | Játékvezetők: Timothy Mayer Konstantin Olenin Vonalbírók: Fraser McIntyre Alexander Otmakhov |
| | 1–3            | 15:57 – Roy (Kozun, Bourque)             |              |                                                                                              |
| | 1–4            | 45:50 – Ebbett (Kozun, Goloubef)         |              |                                                                                              |
| Kovář (Horák, Řepík) (EA) – 46:36 | 2–4            |                                          |              |                                                                                              |
| | 2–5            | 49:37 – Kelly (Klinkhammer)              |              |                                                                                              |
| | 2–6            | 55:23 – Wolski (Howden)                  |              |                                                                                              |
| Červenka (Nakládal, Mertl) – 56:26 | 3–6            |                                          |              |                                                                                              |
| Červenka (Horák, Mozík) (PP, EA) – 57:55 | 4–6            |                                          |              |                                                                                              |

| Csapat           | Helyezés |
| ---------------- | -------- |
| Csehország (CZE) | 4.       |

## Műkorcsolya
| Versenyző                    | Versenyszám  | Rövid program | Rövid program | Kűr     | Kűr     | Összesítés | Összesítés |
| Versenyző                    | Versenyszám  | Pont          | Hely.         | Pont    | Hely.   | Pont       | Helyezés   |
| ---------------------------- | ------------ | ------------- | ------------- | ------- | ------- | ---------- | ---------- |
| Michal Březina               | Férfi egyéni | 85,15         | 9.            | 160,92  | 18.     | 246,07     | 16.        |
| Anna Dušková Martin Bidař    | Páros        | 63,25         | 15.           | 123,08  | 14.     | 186,33     | 14.        |
| Cortney Mansour Michal Češka | Jégtánc      | 53,53         | 23.           | kiesett | kiesett | kiesett    | kiesett    |

## Rövidpályás gyorskorcsolya
Női
| Versenyző          | Versenyszám | Előfutam | Előfutam | Elődöntő | Elődöntő | B döntő | B döntő | Döntő   | Döntő   | Helyezés |
| Versenyző          | Versenyszám | Idő      | Hely.    | Idő      | Hely.    | Idő     | Hely.   | Idő     | Hely.   | Helyezés |
| ------------------ | ----------- | -------- | -------- | -------- | -------- | ------- | ------- | ------- | ------- | -------- |
| Michaela Sejpalová | 1500 m      | 2:30,012 | 4.       | kiesett  | kiesett  | kiesett | kiesett | kiesett | kiesett | 24.      |

## Síakrobatika
Krossz
| Versenyző      | Versenyszám | Selejtező | Selejtező | Nyolcaddöntő | Negyeddöntő | Elődöntő | Döntő    | Helyezés |
| Versenyző      | Versenyszám | Idő       | Hely.     | Helyezés     | Helyezés    | Helyezés | Helyezés | Helyezés |
| -------------- | ----------- | --------- | --------- | ------------ | ----------- | -------- | -------- | -------- |
| Nikol Kučerová | Női         | 1:15,61   | 13.       | 2.           | 4.          | kiesett  | kiesett  | 14.      |

## Sífutás
Távolsági
Férfi
| Versenyző                                     | Versenyszám     | Klasszikus | Klasszikus | Szabad  | Szabad | Összesen      | Összesen      |
| Versenyző                                     | Versenyszám     | Idő        | Hely.      | Idő     | Hely.  | Idő           | Helyezés      |
| --------------------------------------------- | --------------- | ---------- | ---------- | ------- | ------ | ------------- | ------------- |
| Martin Jakš                                   | 15 km           |            |            |         |        | 35:05,2       | 16.           |
| Martin Jakš                                   | 30 km           | 40:53,2    | 19.        | 35:27,0 | 4.     | 1:16:53,8     | 9.            |
| Martin Jakš                                   | 50 km           |            |            |         |        | 2:12:32,6     | 8.            |
| Petr Knop                                     | 15 km           |            |            |         |        | 35:35,5       | 23.           |
| Petr Knop                                     | 30 km           | 42:29,8    | 43.        | 37:10,7 | 34.    | 1:20:12,1     | 36.           |
| Petr Knop                                     | 50 km           |            |            |         |        | 2:29:20,9     | 51.           |
| Michal Novák                                  | 15 km           |            |            |         |        | 36:42,4       | 43.           |
| Aleš Razým                                    | 15 km           |            |            |         |        | 35:59,0       | 28.           |
| Aleš Razým                                    | 30 km           | 43:28,5    | 51.        | 39:29,3 | 55.    | 1:23:33,8     | 52.           |
| Aleš Razým                                    | 50 km           |            |            |         |        | 2:22:06,8     | 37.           |
| Miroslav Rypl                                 | 50 km           |            |            |         |        | nem ért célba | nem ért célba |
| Martin Jakš Petr Knop Michal Novák Aleš Razým | 4 × 10 km váltó |            |            |         |        | 1:37:23,0     | 9.            |

Női
| Versenyző                                                              | Versenyszám    | Klasszikus | Klasszikus | Szabad  | Szabad | Összesen  | Összesen |
| Versenyző                                                              | Versenyszám    | Idő        | Hely.      | Idő     | Hely.  | Idő       | Helyezés |
| ---------------------------------------------------------------------- | -------------- | ---------- | ---------- | ------- | ------ | --------- | -------- |
| Kateřina Beroušková                                                    | 10 km          |            |            |         |        | 28:14,4   | 45.      |
| Kateřina Beroušková                                                    | 15 km          | 23:03,9    | 34.        | 20:56,3 | 38.    | 44:32,7   | 38.      |
| Kateřina Beroušková                                                    | 30 km          |            |            |         |        | 1:31:41,4 | 23.      |
| Barbora Havlíčková                                                     | 10 km          |            |            |         |        | 29:00,7   | 59.      |
| Barbora Havlíčková                                                     | 15 km          | 23:52,3    | 53.        | 20:48,4 | 35.    | 45:12,1   | 43.      |
| Petra Hynčicová                                                        | 10 km          |            |            |         |        | 29:09,9   | 60.      |
| Petra Hynčicová                                                        | 15 km          | 23:42,0    | 48.        | 21:22,5 | 47.    | 45:42,4   | 47.      |
| Petra Hynčicová                                                        | 30 km          |            |            |         |        | 1:39:14,7 | 39.      |
| Petra Nováková                                                         | 10 km          |            |            |         |        | 27:33,8   | 28.      |
| Petra Nováková                                                         | 15 km          | 23:25,9    | 28.        | 19:56,9 | 18.    | 43:55,6   | 28.      |
| Kateřina Beroušková Karolína Grohová Barbora Havlíčková Petra Nováková | 4 × 5 km váltó |            |            |         |        | 55:17,1   | 11.      |

Sprint
| Versenyző                          | Versenyszám         | Selejtező | Selejtező | Negyeddöntő | Negyeddöntő | Elődöntő | Elődöntő | Döntő    | Helyezés |
| Versenyző                          | Versenyszám         | Idő       | Hely.     | Idő         | Hely.       | Idő      | Hely.    | Idő      | Helyezés |
| ---------------------------------- | ------------------- | --------- | --------- | ----------- | ----------- | -------- | -------- | -------- | -------- |
| Aleš Razým                         | Férfi egyéni sprint | 3:21,05   | 41.       | kiesett     | kiesett     | kiesett  | kiesett  | kiesett  | 41.      |
| Michal Novák                       | Férfi egyéni sprint | 3:28,33   | 57.       | kiesett     | kiesett     | kiesett  | kiesett  | kiesett  | 57.      |
| Miroslav Rypl                      | Férfi egyéni sprint | 3:27,46   | 55.       | kiesett     | kiesett     | kiesett  | kiesett  | kiesett  | 55.      |
| Martin Jakš Aleš Razým             | Férfi csapatsprint  |           |           |             |             | 16:08,78 | 5.       | 16:24,83 | 7.       |
| Kateřina Beroušková                | Női egyéni sprint   | 3:20,09   | 23.       | 3:27,43     | 6.          | kiesett  | kiesett  | kiesett  | 26.      |
| Karolína Grohová                   | Női egyéni sprint   | 3:30,91   | 43.       | kiesett     | kiesett     | kiesett  | kiesett  | kiesett  | 43.      |
| Petra Hynčicová                    | Női egyéni sprint   | 3:32,03   | 45.       | kiesett     | kiesett     | kiesett  | kiesett  | kiesett  | 45.      |
| Kateřina Beroušková Petra Nováková | Női csapatsprint    |           |           |             |             | 16:53,06 | 5.       | kiesett  | 11.      |

## Síugrás
Férfi
| Versenyző                                                    | Versenyszám   | Selejtező | Selejtező | Selejtező | 1. ugrás | 1. ugrás | 1. ugrás | 2. ugrás | 2. ugrás | 2. ugrás | Összesítés | Összesítés |
| Versenyző                                                    | Versenyszám   | Táv       | Pont      | Hely.     | Táv      | Pont     | Hely.    | Táv      | Pont     | Hely.    | Pont       | Helyezés   |
| ------------------------------------------------------------ | ------------- | --------- | --------- | --------- | -------- | -------- | -------- | -------- | -------- | -------- | ---------- | ---------- |
| Lukáš Hlava                                                  | Nagysánc      | 106,5     | 62,2      | 52.       | kiesett  | kiesett  | kiesett  | kiesett  | kiesett  | kiesett  | kiesett    | kiesett    |
| Roman Koudelka                                               | Normálsánc    | 97,5      | 114,5     | 24.       | 98,0     | 103,5    | 25.      | 103,0    | 105,7    | 25.      | 209,2      | 25.        |
| Roman Koudelka                                               | Nagysánc      | 116,5     | 80,9      | 41.       | 125,5    | 115,9    | 25.      | 122,0    | 107,1    | 25.      | 223,0      | 25.        |
| Čestmír Kožíšek                                              | Normálsánc    | 81,0      | 80,6      | 54.       | kiesett  | kiesett  | kiesett  | kiesett  | kiesett  | kiesett  | kiesett    | kiesett    |
| Čestmír Kožíšek                                              | Nagysánc      | 132,5     | 104,0     | 23.       | 112,0    | 124,5    | 28.      | 113,0    | 93.      | 28.      | 205,1      | 28.        |
| Viktor Polášek                                               | Normálsánc    | 88,0      | 90,1      | 47.       | 92,0     | 81,9     | 44.      | kiesett  | kiesett  | kiesett  | kiesett    | kiesett    |
| Viktor Polášek                                               | Nagysánc      | 110,5     | 77,1      | 45.       | 116,5    | 94,4     | 44.      | kiesett  | kiesett  | kiesett  | kiesett    | kiesett    |
| Vojtěch Štursa                                               | Normálsánc    | 83,5      | 81,5      | 53.       | kiesett  | kiesett  | kiesett  | kiesett  | kiesett  | kiesett  | kiesett    | kiesett    |
| Roman Koudelka Čestmír Kožíšek Viktor Polášek Vojtěch Štursa | Csapatverseny |           |           |           | 458,5    | 370,1    | 10.      | kiesett  | kiesett  | kiesett  | kiesett    | kiesett    |

## Snowboard
Akrobatika
Férfi
| Versenyző  | Versenyszám | Selejtező | Selejtező | Selejtező     | Selejtező | Döntő    | Döntő    | Döntő    | Döntő         | Helyezés |
| Versenyző  | Versenyszám | 1. futam  | 2. futam  | Jobb eredmény | Hely.     | 1. futam | 2. futam | 3. futam | Jobb eredmény | Helyezés |
| ---------- | ----------- | --------- | --------- | ------------- | --------- | -------- | -------- | -------- | ------------- | -------- |
| Petr Horák | Slopestyle  | 41,93     | 39,05     | 41,93         | 15.       | kiesett  | kiesett  | kiesett  | kiesett       | 27.      |

Női
| Versenyző          | Versenyszám | Selejtező | Selejtező | Selejtező     | Selejtező | Döntő    | Döntő    | Döntő    | Döntő         | Helyezés |
| Versenyző          | Versenyszám | 1. futam  | 2. futam  | Jobb eredmény | Hely.     | 1. futam | 2. futam | 3. futam | Jobb eredmény | Helyezés |
| ------------------ | ----------- | --------- | --------- | ------------- | --------- | -------- | -------- | -------- | ------------- | -------- |
| Šárka Pančochová   | Big air     | 65,50     | 30,00     | 65,50         | 19.       | kiesett  | kiesett  | kiesett  | kiesett       | 19.      |
| Šárka Pančochová   | Slopestyle  | törölve   | törölve   | törölve       | törölve   | 43,46    | 39,18    | törölve  | 43,46         | 16.      |
| Kateřina Vojáčková | Big air     | 19,00     | 10,50     | 19,00         | 26.       | kiesett  | kiesett  | kiesett  | kiesett       | 26.      |

Parallel giant slalom
| Versenyző     | Versenyszám | Selejtező | Selejtező | Nyolcaddöntő                     | Negyeddöntő                     | Elődöntő                                   | Döntő                        | Helyezés |
| Versenyző     | Versenyszám | Idő       | Hely.     | Ellenfél Eredmény                | Ellenfél Eredmény               | Ellenfél Eredmény                          | Ellenfél Eredmény            | Helyezés |
| ------------- | ----------- | --------- | --------- | -------------------------------- | ------------------------------- | ------------------------------------------ | ---------------------------- | -------- |
| Ester Ledecká | Női         | 1:28,90   | 1.        | Patrizia Kummer (SUI) · Gy –0,71 | Daniela Ulbing (AUT) · Gy –0,97 | Ramona Hofmeister (GER) · Gy nem ért célba | Selina Jörg (GER) · Gy –0,45 |          |

Snowboard cross
| Versenyző         | Versenyszám | Selejtező     | Selejtező     | Selejtező     | Selejtező     | Selejtező     | Selejtező | Nyolcaddöntő | Negyeddöntő | Elődöntő | Döntő    | Helyezés |
| Versenyző         | Versenyszám | 1. futam      | 1. futam      | 2. futam      | 2. futam      | Jobb eredmény | Kiemelés  | Nyolcaddöntő | Negyeddöntő | Elődöntő | Döntő    | Helyezés |
| Versenyző         | Versenyszám | Idő           | Hely.         | Idő           | Hely.         | Jobb eredmény | Kiemelés  | Helyezés     | Helyezés    | Helyezés | Helyezés | Helyezés |
| ----------------- | ----------- | ------------- | ------------- | ------------- | ------------- | ------------- | --------- | ------------ | ----------- | -------- | -------- | -------- |
| Jan Kubičík       | Férfi       | 1:15,73       | =29.          | 1:16,25       | 10.           | 1:15,73       | 32.       | 5.           | kiesett     | kiesett  | kiesett  | 35.      |
| Vendula Hopjáková | Női         | nem ért célba | nem ért célba | nem ért célba | nem ért célba | nem ért célba | 24.       |              | nem indult  | kiesett  | kiesett  | 24.      |
| Eva Samková       | Női         | 1:16,84       | 1.            | kiemelt       | kiemelt       | 1:16,84       | 1.        |              | 2.          | 1.       | 3.       |          |

## Szánkó
| Versenyző                    | Versenyszám | 1. futam | 1. futam | 2. futam | 2. futam | 3. futam | 3. futam | 4. futam | 4. futam | Összesítés | Összesítés |
| Versenyző                    | Versenyszám | Idő      | Hely.    | Idő      | Hely.    | Idő      | Hely.    | Idő      | Hely.    | Idő        | Helyezés   |
| ---------------------------- | ----------- | -------- | -------- | -------- | -------- | -------- | -------- | -------- | -------- | ---------- | ---------- |
| Ondřej Hyman                 | Férfi egyes | 48,324   | 23.      | 48,276   | 20.      | 48,313   | 25.      | kiesett  | kiesett  | 2:24,913   | 21.        |
| Lukáš Brož Antonín Brož      | Kettes      | 46,570   | 12.      | 46,582   | 16.      |          |          |          |          | 1:33,152   | 13.        |
| Matěj Kvíčala Jaromír Kudera | Kettes      | 46,818   | 16.      | 46,910   | 18.      |          |          |          |          | 1:33,728   | 18.        |
| Tereza Nosková               | Női egyes   | 47,813   | 26.      | 48,132   | 27.      | 47,921   | 27.      | kiesett  | kiesett  | 2:23,866   | 26.        |

| Versenyző                                           | Versenyszám  | 1. futam | 1. futam | 2. futam | 2. futam | 3. futam | 3. futam | Összesítés | Összesítés |
| Versenyző                                           | Versenyszám  | Idő      | Hely.    | Idő      | Hely.    | Idő      | Hely.    | Idő        | Helyezés   |
| --------------------------------------------------- | ------------ | -------- | -------- | -------- | -------- | -------- | -------- | ---------- | ---------- |
| Tereza Nosková Ondřej Hyman Lukáš Brož Antonín Brož | Vegyes váltó | 48,238   | 12.      | 49,178   | 10.      | 49,645   | 11.      | 2:27,061   | 12.        |